# Cheick Oumar Sissoko
Cheick Oumar Sissoko (San, 1945) es un cineasta y político maliense. Fue ministro de cultura de Malí de 2002 a 2007. 

## Biografía
Estudió en París y obtuvo una DEA en historia y sociología africanas y un diploma de la Escuela de Estudios Avanzados en Ciencias Sociales, Historia y Cine. Posteriormente estudió cine en la École nationale supérieure Louis-Lumière . 
De vuelta en Malí, fue contratado como director en el Centro Nacional de Producción Cinematográfica (CNPC) dirigiendo Sécheresse et exode rural.   
En 1995, dirigió Guimba ("   El tirano   ") recibiendo el premio especial del jurado en el Festival de Locarno, el Premio a la Mejor Película en el 6º Festival de Cine Africano en Milán ( 1996 ) y el Étalon de Yennenga en Fespaco ( Festival Panafricano de Cine y Televisión Uagadugú ). 
En 1999, presenta La Genèse  por el que recibió de nuevo el Étalon de Yennenga en el Fespaco y el premio a la mejor película en la 10 edición del Festival de Milán de Cine Africano ( 2000 ). 
En 2000, dirigió Battù, que ganó el premio de audiencia RFI Cinema en Fespaco en 2001. 
Creó un colectivo de producción " Kora film ". 
El 5 de mayo de 2013, Cheick Oumar Sissoko fue elegido secretario general de la Federación Panafricana de Cineastas (FEPACI).

### Trayectoria política
Preside el partido Solidaridad Africana para la Democracia e Independencia (SADI).   
El 16 de octubre de 2002 fue nombrado Ministro de Cultura del gobierno de Ahmed Mohamed ag Hamani y  confirmado en el puesto el 3 de mayo de 2004 en el gobierno de Ousmane Issoufi Maïga. Dimitió el 27 de septiembre de 2007.   
En 2020 durante las protestas contra el presidente Ibrahim Boubacar Keïta Sissoko hizo un llamamiento a la desobediencia civil hasta la dimisión del presidente.

## Filmografía
- 1982 : L'École malienne
- 1983 : Les Audiothèques rurales
- 1984 : Sécheresse et exode rural
- 1986 : Nyamanton, la leçon des ordures
- 1989 : Finzan
- 1992 : Être jeune à Bamako
- 1992 : L'Afrique bouge
- 1993 : Problématique de la malnutrition
- 1995 : Guimba, un tyran, une époque
- 1999 : La Genèse
- 2000 : Battù